# Die Geschichte von Babar, dem kleinen Elefanten

Titelillustration der französischen Originalausgabe

Die Geschichte von Babar, dem kleinen Elefanten (französischer Originaltitel Histoire de Babar le petit éléphant) ist das erste Buch aus der gleichnamigen Bilderbuchreihe des französischen Kinderbuchautors und Illustrators Jean de Brunhoff, das im Jahr 1931 beim Verlag Le Jardin des Modes veröffentlicht wurde und die abenteuerliche Geschichte von Babar dem Elefanten erzählt. Die deutsche Erstausgabe in einer Übersetzung von Claudia Schmölders erschien 1976 beim Diogenes Verlag.

## Inhalt
Der kleine Elefant Babar wächst mit seiner Mutter im Wald auf und spielt dort gemeinsam mit den anderen Elefantenkindern. Als seine Mutter von einem Jäger erschossen wird, läuft Babar fort und gelangt in eine Stadt. Ihm ist dort alles fremd, doch eine reiche Dame, die kleine Elefanten liebt, nimmt sich seiner an: Er erhält elegante Kleider, lebt mit der Dame im selben Haus, darf mit ihrem Auto fahren und lernt bei einem Professor lesen und schreiben. Doch immer wieder denkt er an seine Zeit im Wald, den er trotz aller Annehmlichkeiten in der Stadt und der Fürsorge der Dame sehr vermisst.
Nach zwei Jahren trifft Babar bei einem Spaziergang auf seinen Cousin Arthur und seine Cousine Celeste. Die Wiedersehensfreude ist riesig. Babar kauft den beiden schöne Kleider und gemeinsam genießen sie Kuchen in einer Konditorei. Doch zeitgleich machen sich im Wald die Mütter von Arthur und Celeste große Sorgen um die verschwundenen kleinen Elefanten. Glücklicherweise hat ein Marabu die Stadt überflogen und kann den Müttern über den Verbleib ihrer weggelaufenen Kinder berichten. Sie machen sich sogleich auf, um Arthur und Celeste zurückzuholen. Die beiden Elefantenkinder müssen sich ein paar strenge Worte ihrer Mütter anhören. Babar hat sich mittlerweile dazu entschlossen, zusammen mit den beiden kleinen Elefanten und ihren Müttern in den Wald zurückzukehren, wobei ihm der Abschied von seiner liebevollen Fürsorgerin nicht leicht fällt.
Währenddessen ist im Wald der König der Elefanten wegen eines verspeisten giftigen Pilzes verstorben und die ältesten Elefanten beratschlagen, wer neuer König werden soll. Genau zu diesem Zeitpunkt kommen Babar, Arthur, Celeste und die zwei Mütterelefanten im Auto im Wald an. Cornelius, der älteste Elefant, schlägt daraufhin vor, Babar zum neuen König zu machen. Dieser willigt unter der Bedingung ein, Celeste heiraten zu dürfen. Alle Elefanten sind mit der zukünftigen Königin einverstanden. Es folgt ein spektakuläres Fest, zu dem alle Tiere eingeladen sind und sowohl die Hochzeit als auch die Krönungszeremonie gefeiert wird. Es wird ausgelassen getanzt und am nächsten Tag machen sich König Babar und Königin Celeste in einem Ballon auf zu ihrer Hochzeitsreise und neuen Abenteuern.

## Hintergrund
Der Autor hatte das allererste Babar-Buch auf Wunsch seiner Frau und seiner beiden Kinder verfasst, die sich in eine Geschichte über einen Elefanten verliebt hatten, die die Mutter den Kindern im Sommer 1930 vorgelesen hatte.

## Rezeption
Die freie Autorin und Herausgeberin Claire Watts schreibt in ihrer Rezension: „Babar wurde erstmals 1931 veröffentlicht und sorgte für eine Sensation: So ein Kinderbuch hatte man noch nie zuvor gesehen. Die erste Ausgabe war größer als die meisten Bilderbücher, der Text handgeschrieben, in verschiedenen Größen, und schlängelte sich um reizende Litografien. Jede Doppelseite hatte ein anderes Layout: Auf manchen waren viele kleine Bilder zu sehen, die die Handlung vorantrieben, während andere detaillierte Szenen darstellten, in die Kinder sich vertiefen können […] Seit der Erstveröffentlichung gilt Babar als Meisterwerk eines Bilderbuchs. Bis heute ist Babar Inspirationsquelle für Bilderbücher auf der ganzen Welt.“ Die Geschichten von Babar sind im 21. Jahrhundert allerdings nicht ganz unumstritten, wird ihnen doch eine gewisse Rechtfertigung des französischen Kolonialismus vorgeworfen.

## Auszeichnungen
Die Geschichte von Babar, dem kleinen Elefanten wurde 1977 beim Bologna Ragazzi Award mit einem Premio Critici in Erba ausgezeichnet.

## Referenzen
Die Geschichte von Babar, dem kleinen Elefanten ist in dem literarischen Nachschlagewerk 1001 Kinder- und Jugendbücher – Lies uns, bevor Du erwachsen bist! für die Altersstufe 3+ Jahre enthalten.

## Ausgaben
- Histoire de Babar le petit éléphant. Le Jardin des Modes, Frankreich 1931 (französisch).
- Die Geschichte von Babar, dem kleinen Elefanten. Diogenes, Zürich 1976.

## Adaptionen

### Film
Die Geschichte von Babar wurde 1999 in einer vom Buch abweichenden Fassung unter der Regie von Raymond Jafelice als Babar – König der Elefanten verfilmt.

### Deutsche Hörspiele
- 1952: Die Geschichte von Babar, dem kleinen Elefanten - Komposition: Francis Poulenc; Regie: Friedrich Carl Kobbe; Sprecherin: Sonja Korty (Hörspielbearbeitung, Kurzhörspiel - BR)[5]

- 2022: Die Geschichte von Babar, dem kleinen Elefanten - Komposition: Francis Poulenc; Übersetzung, Musikalische Leitung und Regie: Klaus Simon; Übersetzerin und Sprecherin: Sylvia Oelkrug (Hörspielbearbeitung, Musikalisches Hörspiel - Holst-Sinfonietta/SWR)[6]